# Rainer O. Neugebauer

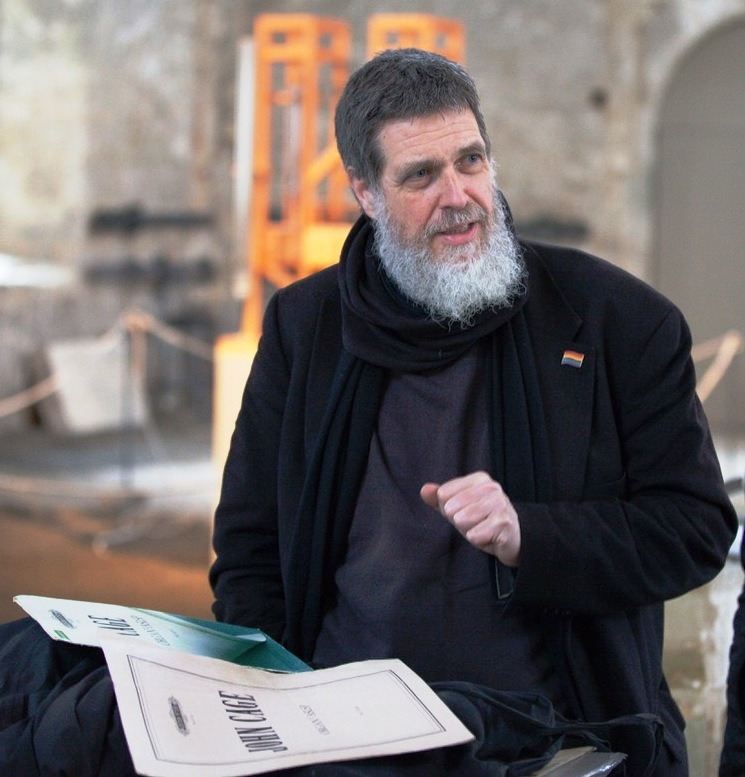
Rainer O. Neugebauer (2017)

Rainer O. Neugebauer (* 16. Januar 1954 in Wilhelmshaven) ist ein deutscher Pädagoge, Historiker und Sozialwissenschaftler.

## Leben
Neugebauer wurde an der Universität Bonn bei Annette Kuhn promoviert. Er arbeitete als Briefzusteller, wissenschaftlicher Assistent, Erzieher in einem Kinderladen, im Jugendmedienschutz und als Dozent für politische Bildung sowie zeitweilig als stellvertretende Schulleiter an einer Zivildienstschule. Von 1992 bis 1997 war er Professor für Politikwissenschaft an der Fachhochschule des Bundes für öffentliche Verwaltung in Köln und Brühl. Seit 1997 lehrt er als Professor für Sozialwissenschaften an der Hochschule Harz in Halberstadt und war dort Gründungsdekan des Fachbereiches Verwaltungswissenschaften, seit 2019 als Emeritus. Von 1998 bis 2015 war er Mitherausgeber der Fachzeitschrift Deutsche Verwaltungspraxis (DVP). Neugebauer ist Mitglied der Gewerkschaft ver.di, Vertrauensdozent – und war von 2014 bis 2019 auch Kuratoriumsmitglied – der Hans Böckler Stiftung.
Er ist Pate bei Schule ohne Rassismus und ist in Politik und Kultur aktiv. U.a. ist er Senior-Kurator der John-Cage-Orgel-Stiftung Halberstadt, die das Stück ORGAN²/ASLSP von John Cage über die Dauer von 639 Jahren (bis 4. September 2640) realisiert. Neugebauer war dort langjährig Kuratoriumsvorsitzender und künstlerischer Leiter.

## Publikationen (Auswahl)
- Alltagsleben. Zur Kritik einer politisch-historischen und didaktischen Kategorie. Haag und Herchen, Frankfurt am Main 1978, ISBN 3-88129-153-9.
- Identität und historisch-politisches Bewusstsein. Am Beispiel des Arbeiterjugendwiderstandes gegen den Faschismus. Haag und Herchen, Frankfurt am Main 1982, ISBN 3-88129-589-5.
- (mit Matthias Rösener): Studierende und Gesellschaft. pdf Rechtsextremismus und Fremdenfeindlichkeit unter Studierenden an deutschen Hochschulen, Halberstadt/Wernigerode 2002, ISSN 1619-7232.
- (mit Martje Hansen): Europäisches Verwaltungsmanagement und European Mainstreaming. in: Angela Kolb (Hrsg.): New Governance – Europa gut verwaltet/n? Nomos, Baden-Baden 2003, ISBN 3-7890-8359-3, S. 75–83.
- Von Zeit zu Zeit les' ich den Alten gern … in: Rudi Schweikert (Hrsg.): „Da war ich hin und weg“. Arno Schmidt als prägendes Leseerlebnis. 100 Statements und Geschichten. Bangert und Metzler, Wiesenbach 2004, ISBN 3-924147-55-8, S. 252 ff.
- Konjunkturen der Zivilgesellschaft. Das Beispiel Halberstadt. In: Bundeszentrale für politische Bildung. 17. Juli 2017, abgerufen am 4. Januar 2021.
- Das ganz Andere. Cage in Halberstadt – 6. Klangwechsel, in: Positionen. Texte zur aktuellen Musik, Nr. 76, August 2008, ISSN 0941-4711.
- Offener Klangraum für Jahrhunderte. In: Mitteldeutsches Jahrbuch für Kultur und Geschichte. Bd. 18 (2011), ISBN 978-3-86795-053-4, S. 271 ff.
- Zeit-lose Klänge, still im Raum. in: Eulenfisch. Limburger Magazin für Religion und Bildung Heft 2_13, Limburg/Lahn 2013, ISSN 1866-0851.
- Rede bei der Gedenkveranstaltung des Deutschen Gewerkschaftsbundes am 8. Mai 2015 in der KZ-Gedenkstätte Langenstein Zwieberge, pdf, in: Volksbund Forum, 70 Jahre Ende des Zweiten Weltkrieges. Ausgewählte Gedenkreden zum 8. Mai 1945 (Volksbund Forum Nr. 17), Kassel 2015, ISBN 978-3-9817711-0-7
- The eye of man hath not heard, the eare of man hath not seen ... A dream so strangely set in motion, pdf / Ein Traum so seltsam angezettelt, in: Studiohefte 28, Sabine Groschup (JC{639}) ½ Edition etc., Innsbruck 2016, ISBN 978-3-900083-63-2.
- Eine Handvoll Töne, aus│ge│halten, pdf, in: Art value – Positionen zum Wert der Kunst. Große Kunst, Nr. 19, 11. Jg., Berlin 2017, ISSN 1864-5194.
- Es wird einmal gewesen sein. In: inspiration. Zeitschrift für christliche Spiritualität und Lebensgestaltung. 46. Jahrgang, Nr. 3, August 2020, ISSN 2366-2034, S. 29–36.
- Sú témy, na ktoré nesmieme myslieť. Gespräch mit Eva Vozárová und Fero Király, pdf, in: VLNA  - urbánny splietací mág, #89 SK Scéna, Bratislava decembra 2021, S. 98ff. (slowakisch) ISSN 1335-5341.
- Ein Klang│T│raum verstofflicht. Auf der Leinwand und weitergestickt. in: Sabine Groschup: Der doppelte (T)Raum. Deutscher Kunstverlag, Berlin/München 2023, ISBN 978-3-422-99564-2, S. 102 ff.
- Das John-Cage-Orgel-Kunst-Projekt in Halberstadt. Vor zwanzig Jahren erklangen die ersten Orgelpfeifen. in: Kultur Report, Hrsg. Mitteldeutscher Kulturrat, Heft 2023, ISSN 0948-2288, S. 44–46.

## Vorträge, Gespräche, Interviews (Auswahl)
- Rechtsextremes Gedankengut weit in der Bevölkerung verbreitet,  Deutschlandfunk, 12. Juni 2007
- "Rechtsextremismus bedroht die Lebenswürdigkeit der Gesellschaft", Deutschlandfunk, 22. August 2007
- Cage in Halberstadt,  Der Spiegel (online), km 42 Jörg Pfeifer, 1. September 2009
- The Longest Song, Newstalk Radio Dublin, The Moncrieff Show, 11. September 2020
- Gespräch mit with Richard T. Eldridge,  NAMM Show Believe in Music Week, Januar 2021
- So langsam wie möglich. John Cage und Halberstadt, Vorlesung GenerationenHochschule der Hochschule Harz, 2. Mai 2023
- Klangwechsel bei John-Cage-Projekt. Gespräch mit Prof. Rainer O. Neugebauer NDR Kultur Klassik, 5. Februar 2024
- A 639-year-long John Cage organ performance strikes a new chord in Germany, Interview mit Rob Schmitz, National Public Radio, 6. Februar 2024
- ORGAN²/ASLSP, Musikland Sachsen-Anhalt #volltemperament, 26. Juni 2024